# ميليسا حسنبيغوفيتش
ميليسا حسنبيغوفيتش (ولدت في 13 أبريل 1995) هي لاعبة كرة قدم بوسنية تلعب في مركز الدفاع لصالح سبورتينغ براغا في الدوري البرتغالي للسيدات. لعبت سابقًا لصالح SFK 2000, IK Grand Bodø، سلافيا براغ. فيرينتسفاروشي. وسبورتينغ لشبونة.

## الأهداف الدولية
| الرقم | التاريخ        | الملعب                                                         | الخصم        | النتيجة | النتيجة النهائية | المناسبة                                           |
| ----- | -------------- | -------------------------------------------------------------- | ------------ | ------- | ---------------- | -------------------------------------------------- |
| 1.    | 30 أغسطس 2019  | مركز تدريب الاتحاد البوسني لكرة القدم، زينيكا، البوسنة والهرسك | جورجيا       | 2–0     | 7–1              | تصفيات بطولة أمم أوروبا للسيدات 2022 – المجموعة B  |
| 2.    | 17 سبتمبر 2021 | مركز تدريب الاتحاد البوسني لكرة القدم، زينيكا، البوسنة والهرسك | الجبل الأسود | 1–2     | 2–3              | تصفيات كأس العالم للسيدات 2023 – أوروبا المجموعة E |
| 3.    | 17 فبراير 2023 | ألانيا، تركيا                                                  | صربيا        | 1–0     | 2–3              | مباراة ودية                                        |

## روابط خارجية
- ميليسا حسنبيغوفيتش على انستغرام
- ميليسا حسنبيغوفيتش  على سكروي